# Хорваты в Словакии
Хорваты в Словакии (хорв. Hrvati u Slovačkoj, словац. Chorváti na Slovensku) — национальное меньшинство Словакии, численность которого составляла 850 человек по данным переписи 2001 года (при этом, по оценке, в Словакии проживают около 3500 членов хорватской общины). Хорватское меньшинство состоит в словацком Совете национальных меньшинств. Хорваты в основном проживают в Братиславском крае.

## Об общине

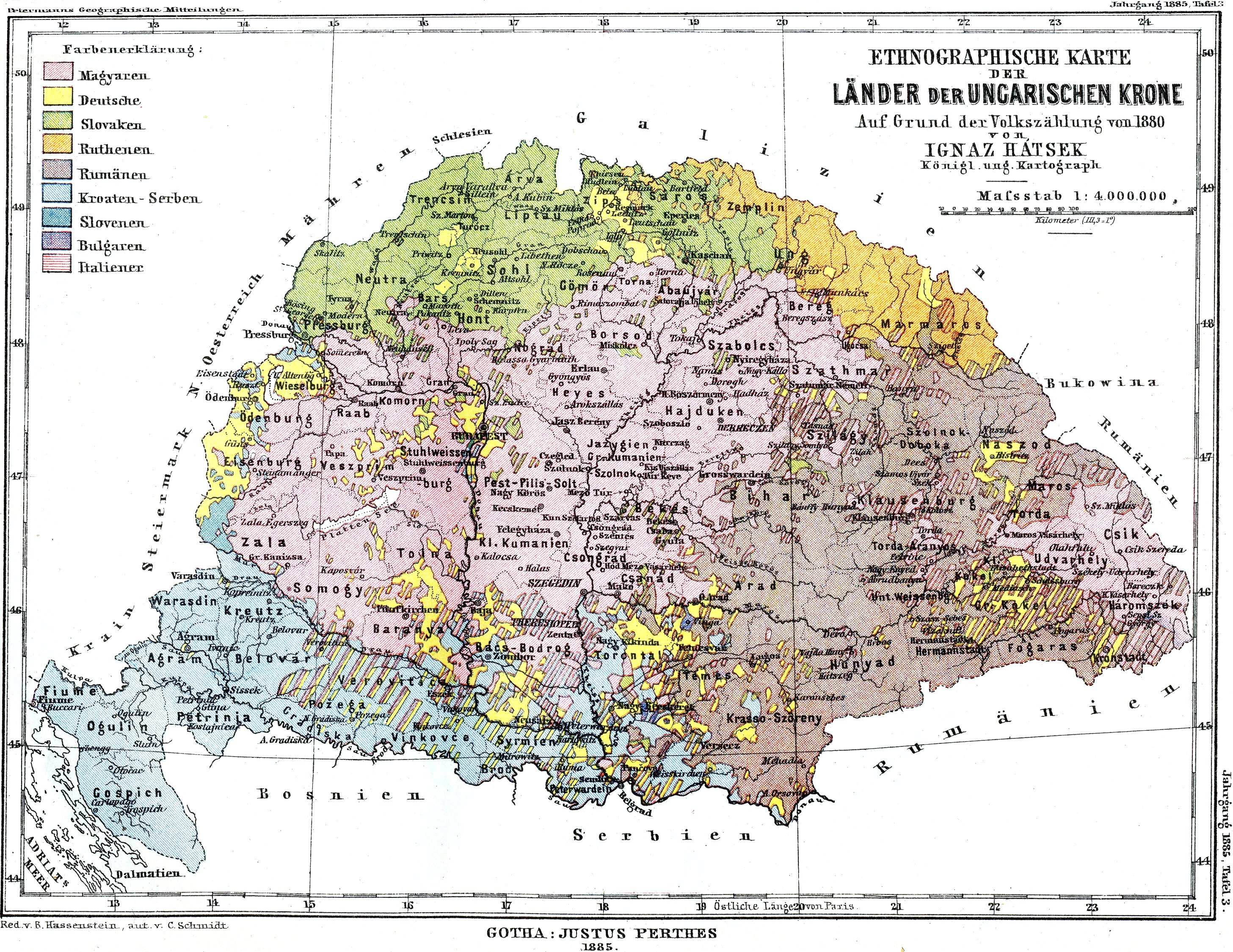
Карта венгерской части Австро-Венгрии с результатами переписи 1880 года

Хорваты мигрировали в Словакию после начала войн с Турцией, основной поток миграции пришёлся в 1530—1570-е годы. Началом миграции стала битва при Мохаче, а большинство покинувших свои земли хорватов были из Сисака, Костайницы, Крижевцей, Слуня и Славонии. Крупнейшими хорватскими деревнями в стране являются Хорватский гроб, Чуново, Девинска-Нова-Вес, Русовце и Яровце. Словацкая община хорватов имеет крепкую связь не только с исторической родиной, но и с хорватскими общинами Австрии, Чехии и Венгрии.

## Известные представители
- Такач, Фердинанд, автор первого хорватско-словацкого словаря, уроженец Хорватски-Гроба[4].
- Гашпарович, Иван, президент Словакии с 2004 по 2014 годы, имеет хорватские корни[5].
- Гусак, Густав, последний президент ЧССР, сын хорватки Марии Фратрич.